# José Manuel Rebollo
José Manuel Rebollo (El Puerto de Santa María, Cádiz, 3 de marzo de 1991) es director de cine, guionista y  productor. Premiado al mejor talento español en el Notodofilmfest 21.

## Biografía
Después de rodar entre 2011 y 2014 varios cortometrajes como toma de contacto con el cine, en 2015 realiza el cortometraje Laura,un trabajo más elaborado en el apartado técnico y cuya protagonista es la actriz Olga Alamán. Dicho cortometraje queda finalista en el festival Notodofilmfest.
Los siguientes años sigue participando en el Festival Notodofilmfest, pero no es hasta 2021 cuando se alza con el premio AC/E al mejor talento español por el cortometraje Tú. Teniendo como jurado de la edición a Paco Plaza, Pilar Palomero, Mercedes Gamero, Irene Escolar y Javier Fesser.
En 2023 estrena en cines de forma independiente, Sola, su primer largometraje, dónde trata temas sobre la salud mental. La película llega a la plataforma Filmin en 2024.
De cara a 2025 se estrenará Coraje, su segundo largometraje. La trama gira alrededor de Loli, una gaditana que lleva toda una vida dedicada al cine, pero que aún no ha cumplido su sueño de protagonizar una película. El reparto está encabezado por Montse Torrent; junto a Antonio Dechent o Adrián Pino ( Malviviendo, El Vecino (serie de televisión).
Actualmente se encuentra embarcado en un proyecto junto a Adrián Pino, al que describen como "una comedia-documental pequeña, sobre un sueño absurdo pero muy humano" su título es Pelirrojo.
José Manuel Rebollo es miembro de la Academia de Cine de Andalucía.

## Filmografía
Largometrajes
| Año  | Título | País   | Productora           |
| ---- | ------ | ------ | -------------------- |
| 2023 | Sola   | España | Paracon Producciones |
| 2025 | Coraje | España | Paracon Producciones |

Documentales
| Año | Título    | País   | Productora           |
| --- | --------- | ------ | -------------------- |
| -   | Pelirrojo | España | Paracon Producciones |

Cortometrajes
- Inteligencia (2014)
- Laura (2015)
- Extraño (2016)
- Te dejo (2017)
- En un momento (2018)
- Historia de una flor (2019)
- No me acuerdo de ti (2020)
- Tú (2021)
- Yo (2022)
- La realidad (2022)
- Identidad (2024)
- Equívoco (2024)
- Fantasear (2025)

## Premios
Premios anuales de la Academia "Goya"
| Año  | Categoría            | Película | Resultado | Ref.  |
| ---- | -------------------- | -------- | --------- | ----- |
| 2024 | Mejor director Novel | Sola     | Candidato | [ 8 ] |